# Закерничне
Закерни́чне — село Калуського району Івано-Франківської області. Входить до складу Перегінської селищної громади. Територія розміщена на віддалі 75 км від обласного центру. Село відоме завдяки місцевому пароху о. Івану-Василю Ковалю, що допомагає недужим молитвою, за сумісництвом, ігумену Свято-Покровського монастиря на г. Чуриків. Перша письмова згадка про село — 2 липня 1873 року у договорі купівлі-продажу поля вартістю 10 злотих, названого «Закерничним» між Гнатом Бержавичем як продавцем та Максимом і Явдохою Дубеями як покупцями.

## Назва
Очевидно, що назва села означає певну територію, що знаходиться за криницею.
Найбільш вірогідний переказ про назву села стосується Ангелівської домни — металоплавильної печі в урочищі Ангелові, що діяла на межі XVIII—XIX ст. Крім власної залізної руди, на виробництві використовували ресурси, видобуті в Перегінському. Люди, які займалися їхньою доставкою, вочевидь проїжджали через територію сучасного Закерничного. Біля однієї криниці вони зупинялись втамувати спрагу і орієнтувались, скільки залишилось шляху. Повертаючись, казали: «Переїхали за керницю і вже Перегінськ видно». Згодом поле біля цієї криниці почали називати Закерничним (за місцевим діалектом «керниця» — криниця). Крім того, орні землі і сінокоси на території сучасного Закерничного були власністю перегінців, які приходили працювати на поля «за керницю», що є ще одним поясненням.
Існує проблема варіативності назви села. Серед самих селян побутують п‘ять варіантів: Закерничне, Закреничне, Закирничне, Закриничне, Закерничний. Це зумовлено особливостями бойківського діалекту. Оскільки в літературній українській мові вживається слово «криниця», то достовірним варто було б вважати варіант Закриничне. Він і використовувався в адміністративних документах до 1991 року. Однак, через те, що в цій місцевості побутують діалектизми керниця, крениця, і кирниця, назви Закерничне, Закреничне і Закирничне витіснили літературний варіант. Тому зараз село називається Закерничним. Ця назва і фігурує в сучасній офіційній документації.

## Географія
Безпосередніми сусідами Закерничного є селище Перегінське з північного сходу та села Сливки та Ясень з південного сходу.
Відстані від Закерничного до найближчих населених пунктів:
- м. Івано-Франківськ — 75 км;
- с-ще Рожнятів — 20 км;
- с-ще Перегінське — 5 км;
- с. Небилів — 6 км;
- с. Ясень — 3,2 км;
- с. Сливки — 1,6 км.

Село з північного заходу оточує гірський масив — Північні Ґорґани.
Протилежний бік села омиває річка Лімниця, одна з найчистіших в Європі. Лімниця — притока Дністра завдовжки 122 км, що витікає з гір с. Осмолоди Рожнятівського району.
До середини ХХ сторіччя село в документах не реєструвалось, оскільки було урочищем, хутором, а потім вулицею Перегінського. До 1960-х село вважалось неперспективним, а вже згодом Перегінська селищна рада почала виділяти ділянки під забудову на його території. У багатотомнику «Історія міст і сіл УРСР. Івано-Франківська область» Закерничне як село згадується вже 1971 року.

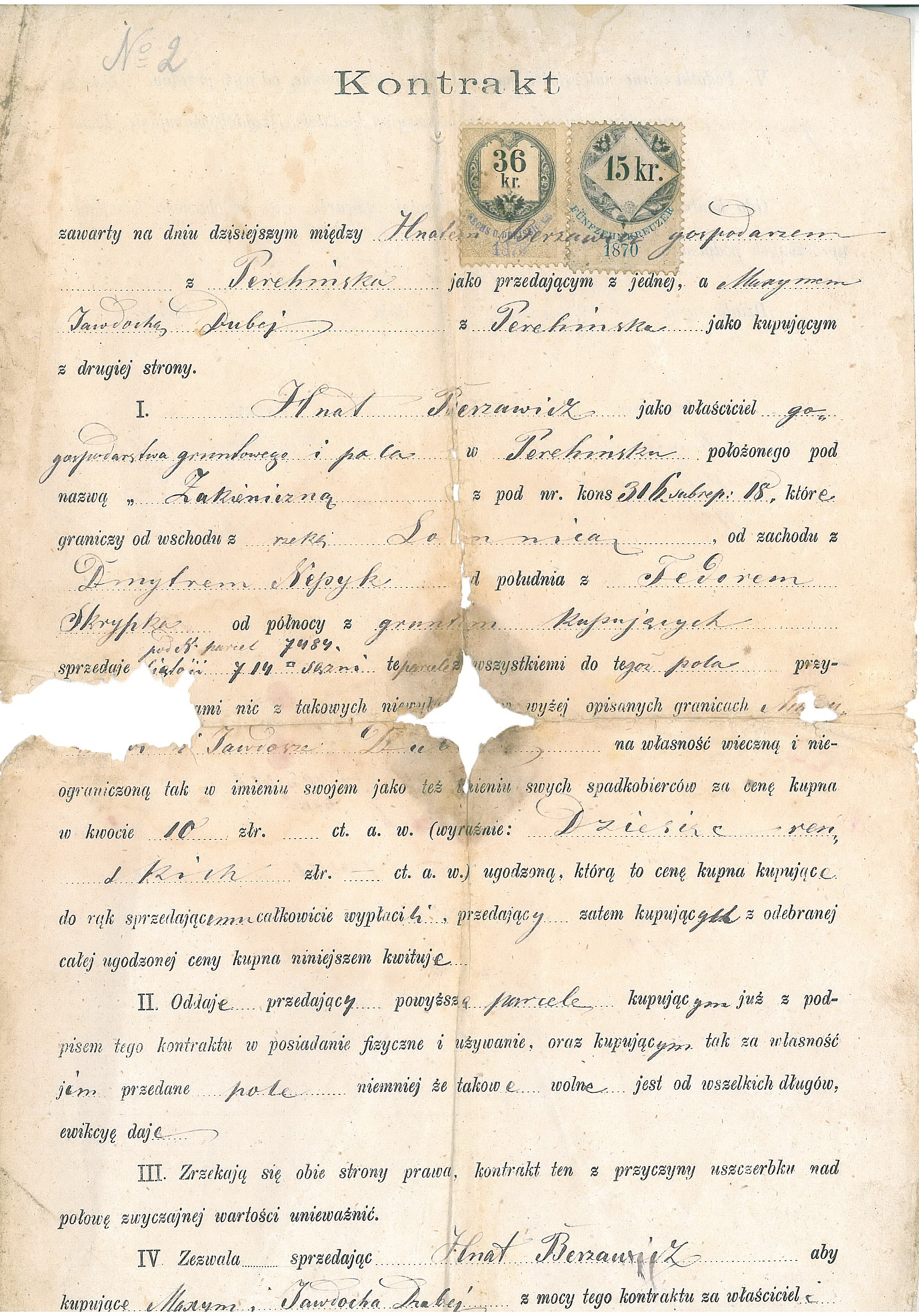
Документ з першою згадкою про село (2 липня 1873 року)

## Водоспади

### Скрунтар
За сільським кладовищем, в урочищі Скрунтар, розташований однойменний водоспад  (8-9 м).

### Чуриків
На відстані бл. 400 м. від Скрунтара в бік гори Чуриків розташований водоспад Чуриків (6-7 м).

### Під Голицею
Біля підніжжя гори Голиця (925 м) розташований водоспад Під Голицею (6 м).

## Генеалогія села
Землі сучасного Закерничного належали перегінським господарям, тому безсумнівно першими його жителями були уродженці Перегінського. З огляду на зібрані факти, найпершим відомим з них був Матвій Семко, який міг поселитися тут приблизно у 1860-их р.р. Чітким підтвердженням цьому є архівні документи: 1865 року зі згадкою про Матвія Семка (І коліно) та договори купівлі-продажу землі, що датуються 1888, 1894, 1903, 1910, 1912 роками, де фігурує його син Андрій Семко (ІІ коліно), що придбав тут чимало земель для своїх малолітніх дітей. Це вказує на те, що родина вже осіла на цій території. Крім того, саме маєтки Матвія та його синів згодом знаходились найближче до криниці, яка фігурує в історії походження назви села і збереглась досі. А місцевість, де знаходилась перша хата Матвія, зараз називається урочищем Хатище.
Важливо зазначити, що існує кілька родів Семків, не пов‘язаних між собою, що в свій час оселились у Закерничному: Матвія, Михайла, Василя, Петра та інших. Відомо, що наприкінці ХІХ сторіччя в селі було сім родів: чотири роди Семків та роди Скрипок, Лесюків і Куликів. Згодом поселились Чічаки, Халуси та Черпаки. Пізніше, діти з цих родів одружувались, у тому числі, і з жителями сусідніх сіл, створюючи нові сім‘ї. Так, у 20-их роках ХХ сторіччя у Закерничному з‘явились родини Сеничів, Стурків, Люльчаків, Дубеїв, Андрішаків, Горблянських.
Вже в 40-их роках ХХ сторіччя в Закерничному проживало близько сорока сімей. З них розрослось сучасне село.

## Історія

### У складі Австро-Угорської імперії та Польської республіки
Період приналежності території Рожнятівського району, і Закерничного в тому числі, до складу Австро-Угорської імперії та Польської республіки відзначився помітним розвитком інфраструктури. Це було зумовлено масштабними лісозаготівельними роботами, що в свою чергу були спричинені будівництвом залізниць і експортом деревини, демографічним ростом та потребою у розширенні посівних площ. Найбільше деревини заготовляли приватні фірми. Її від весни до осені сплавляли плотами Лімницею, що руйнувало береги річки. Тому влада обмежила обсяги сплавів. Щоб розвʼязати проблему транспортування деревини, було вирішено будувати вузькоколійку. Процес фінансували лісозаготівельні компанії, зокрема, «Польсько-швейцарська лісова промисловість Йосифа Ґлезінґера», про масштабний вклад якої в розвиток інфраструктури Галичини не можливо не згадати. 1927 року було збудовано вузькоколійку до села Осмолода, 1933-го — на с. Пороги, а розвилка колій знаходилась в Закерничному. З 1930-х років колія протяжністю 106 км стала власністю Галицької митрополії.
Ця ж компанія збудувала й міст «Ферма Журавського» через річку Лімницю з c.Закерничного до с. Сливок, що забезпечувало звʼязок між населеними пунктами. Залізничний міст відігравав надважливу роль у сполученні села як з обласним центром, так і зі Сливківською школою, де навчалось дитяче населення Закерничного. Міст було пошкоджено під час повеней 1969-го та 1980-го років і повністю зруйновано повінню 2008 року. Для Закерничного значення вузькоколійки неможливо переоцінити. Через село проходив залізничний шлях, що забезпечував населення транспортом і робочими місцями на самій залізниці та в лісовій промисловості.
Старше покоління селян досі живе за так званим «старим часом» — на годину пізнішим за київський час — тобто так само, як жили під час польської влади в Галичині, або ж за часом теперішньої Польщі. І, враховуючи те, що Україна навесні переводить годинники на годину вперед, з березня до листопада «старий час» від київського відрізняється на дві години. Навіть при оголошенні розпорядку богослужінь в храмі для уникнення непорозумінь вказують: за «старим» чи «київським» часом. Ті, хто користується «старою годиною», пояснюють це тим, що цей час нібито краще відповідає природним явищам доби.

### Друга світова війна. Підпілля та діяльність УПА
Друга світова війна була особливо складною для мешканців Галичини через те, що кожна сім‘я страждала від трьох сторін, що ворогували між собою на цій території.
Загиблі вояки Радянської армії із Закерничного:
- Мирон Іванович Кулик (1912 р.н.)
- Степан Петрович Семко (1913 р.н.)
- Володимир Йосипович Кулик (1925 р.н.)

Непростою була доля закерничанської сім'ї Мельників. Четверо старших синів вступили до лав повстанців і троє з них загинули від рук окупантів у смт. Перегінському та с. Суходолі Рожнятівського району. 1947 року батька з матір'ю та молодших дітей вивезли із Закерничного в Карагандинську область Казахської РСР. 1962 року батько там і помер. Їхня хата стала приміщенням для першої в історії Закерничного початкової школи. Сім'ю Олексія Семка з дітьми в липні 1950 року виселили до Сибіру через зв'язок сина Костянтина з УПА. На засланні в Хабаровському краї вони проживали протягом 11-ти років.
10.11.1950 р. біля села під час військово-чекістської операції із розшуку Крайового провідника ОУН Карпатського Краю Степана Слободяна «Єфрема» загинула група повстанців на чолі з Дмитром Юрківом (псевдо «Пісня», «Перемога») — провідником Перегінського районного проводу ОУН в 1948—1950 рр. і технічним референтом референтури пропаганди Калуського надрайонного проводу ОУН, на цьому місці встановили 12 серпня 2013 року березовий хрест.
Вояками УПА із Закерничного були:
- Федір Черпак (1903—1978);
- Леон Мельник (1914—1945);
- Василь Мельник (1919—1945);
- Савелій Люльчак (1920—1990);
- Федір Мельник (1922—1945);
- Степан Семко (1923—1943);
- Ярослав Андрішак (1924—2011);
- Костянтин Семко (1924—2009);
- Павліна Семко (1927—2010);
- Степан Стурко (1927—1990);
- Дмитро Мельник (невідомо-1988).[1]

### Життя села в період СРСР
Ніщо не спричинило такий фатальний розрив у світоглядах поколінь українців, як існування протягом двох третин сторіччя Союзу Радянських Соціалістичних Республік і згодом здобуття Україною незалежності. Радянський період був неоднозначний і неодноплановий. Після складних повоєнних років було зроблено певні кроки щодо розвитку освіти, медицини, економіки та сільського господарства. Водночас, характерними рисами новоутвореної культури були її всеосяжна ідеологізація, навʼязування штучних цінностей, навʼязувалось упередження до капіталістичного світу. На противагу цьому утверджувалась ідея побудови комуністичного суспільства братніх народів з його основними філософськими засадами — колективізмом і атеїзмом. Таким чином всіма силами викорінювалась українська ідентичність.
Основною формою колективізації у сільській місцевості було створення великих колективних господарств, які базувались не на проголошуваній ідеї рівності, а на грабіжницькому командуванні та «розкуркуленні». Це дозволяло одержати майже задарма значну кількість продовольства для держави. Так колективізація в західних областях УРСР відбувалась примусово і без врахування специфіки краю.
1952 року у Перегінському було створено артіль «Більшовик», згодом обʼєднану з колгоспом села Вільхівки і артілями сіл Небилова, Слободи-Небилівської, Рошнятого. Приєднано було й Закерничне. Так утворено єдиний колгосп «Більшовик» з правлінням у Перегінському. В часи «перебудови», наприкінці 1980-их, його було переформовано в акціонерну спілку «Прикарпаття». Правління спілки сприяло виділенню фінансової допомоги, столярів та лінії пилорами на будівництво храму Преображення Господнього в Закерничному. Загалом у колгоспі працювало 4 бригади робітників, Закерничне входило у склад другої бригади разом з частиною Перегінського — Радовою. За цим господарством було закріплено 1573 га орної землі, 1384 га сінокосів та 2260 га лісів.

## Культурний розвиток та устрій села. Школа
Впродовж ХХ сторіччя, з розвитком інфраструктури району, у Закерничному розростались й осередки культурно-просвітницької діяльності. До того, як отримати спеціальне приміщення, клуб («хата-читальня») у Закерничному розташовувався у хатах сімей, що мали вільні кімнати: Софії Семко (1956—1962) та Ольги Римик (1962—1965). 1965 року відкрили новозбудовані клуб і бібліотеку. Дарія Кулик була першою завідувачкою новоствореної бібліотеки. Крім проведення різноманітних заходів і подій, клуб використовувався для показу доступних на той час фільмів.
Перша крамниця в селі з‘явилася 1955 року. Продавцями були Кирило Семко, Юлія Федірко (Семко) в приміщенні, яке належало Миколі Скрипці. Медпункт с. Закерничного з 1959 року був розташований у хаті Леона Івановича Черпака. Нове приміщення для ФАП збудували 1985-го року. Протягом 40 років фельдшером у Закерничному працювала Софія Бержавич.
Через відсутність сільської ради, у Закерничному було організовано сільський громадський комітет (складався з голови, заступника, секретаря та девʼятьох членів), існував до 1991 року. Комітет проводив щорічні засідання, на яких обговорювались проблемні питання та перспективи розвитку села. Запрошувались голова колгоспу, голова Перегінської селищної ради, депутати районної ради. Комітет звітував про свою діяльність, був уповноважений засвідчувати і видавати довідки.
В часи післявоєнної відбудови в селі особливо актуальним стало питання освіти. 1946 року після виселення сімʼї Мельників із Закерничного в їхній хаті розмістилась початкова школа. Заснував її Василь Васильович Стефанів — вчитель зі Сливківської школи. Приміщення складалося з одного класу, заставленого трьома рядами парт відповідно для учнів 1-го, 2-го і 3-го класів. Усього на той час клас налічував близько 20-ти учнів.
У 1980-х роках школа перемістилась у приміщення сучасного медпункту. З приходом незалежності було збудовано нове приміщення школи. 1991 року відкрили початкову школу-садок І ступеня, яку 1997 року переформували в школу І–ІІ ступенів. Перший клас, що навчався в новій Закерничанській школі з 1991 року був під керівництвом Віри Володимирівни Семкович. З 1989 року по 2016 рік школу очолювала Мирослава Костянтинівна Бойчук, з 2017-го директором стала Віра Ярославівна Люклян. Зараз у школі навчається майже 120 учнів та працює близько 30-ти педагогів. Десятьом з них присвоєно звання «старший вчитель».

## Церква. Релігійне життя села

### Парафіяльне життя

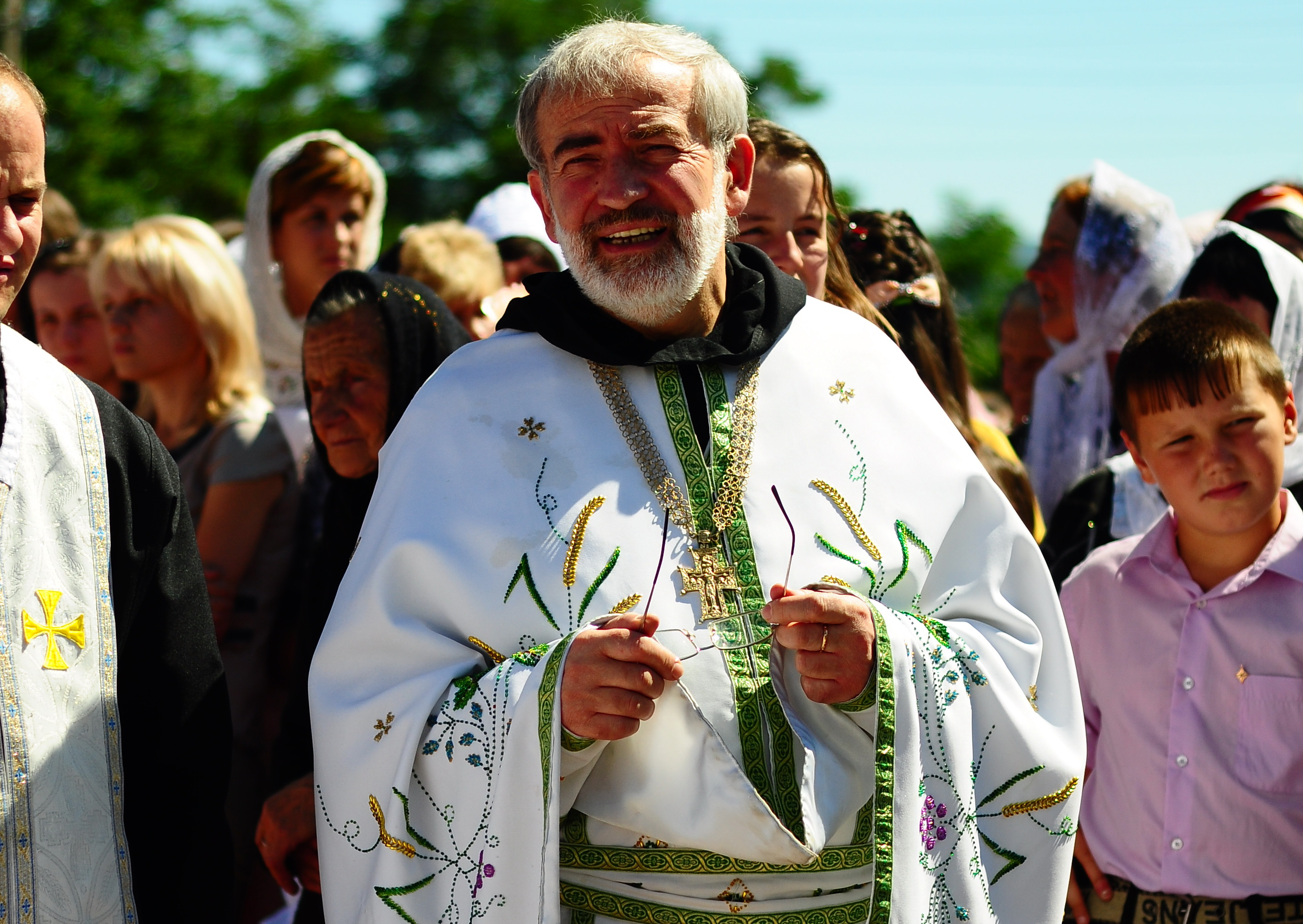
Ігумен Свято-Покровського монастиря на г. Чуриків о. Іван-Василь Коваль

У основі свідомості українців завжди були стійкі духовно-ціннісні орієнтації — на них будувалась і досі продовжує будуватись Українська держава. Однак такі засади не вписувались у радянську модель суспільства. Упродовж майже всього ХХ сторіччя проводилась антирелігійна боротьба. 1928 року ЦК КПУ ухвалив постанову «Про релігійний рух та антирелігійну пропаганду», у якій були зазначені шляхи досягнення відповідної ідеологічної цілі. В результаті, 1946 року Українську греко-католицьку церкву з понад трьома мільйонами вірян було остаточно заборонено та храми передано Російській православній церкві.
У часи підпілля до Закерничного для здійснення церковних таїнств приїжджали священики з інших сіл і міст — владика Павло Василик (єпископ, що був висвячений блаженним Миколаєм Чарнецьким, кілька разів арештований та перебував в ув‘язненні разом із Йосифом Сліпим і Романом Шухевичем, очолював вихід УГКЦ з підпілля завдяки неодоноразовим перемовинам з М.Горбачовим), о. Григорій і о. Микола Сімкайли (рідні брати, що народились у засланні від батьків, репресованих за причетність до УПА, і були учасниками делегації на зустрічах з Президією Верховної Ради СРСР у боротьбі за вихід УГКЦ з підпілля), о. Володимир Максимець (висвячений митрополитом Андреєм Шептицьким і переслідуваний за відмову підтримувати Львівський Собор) та інші.

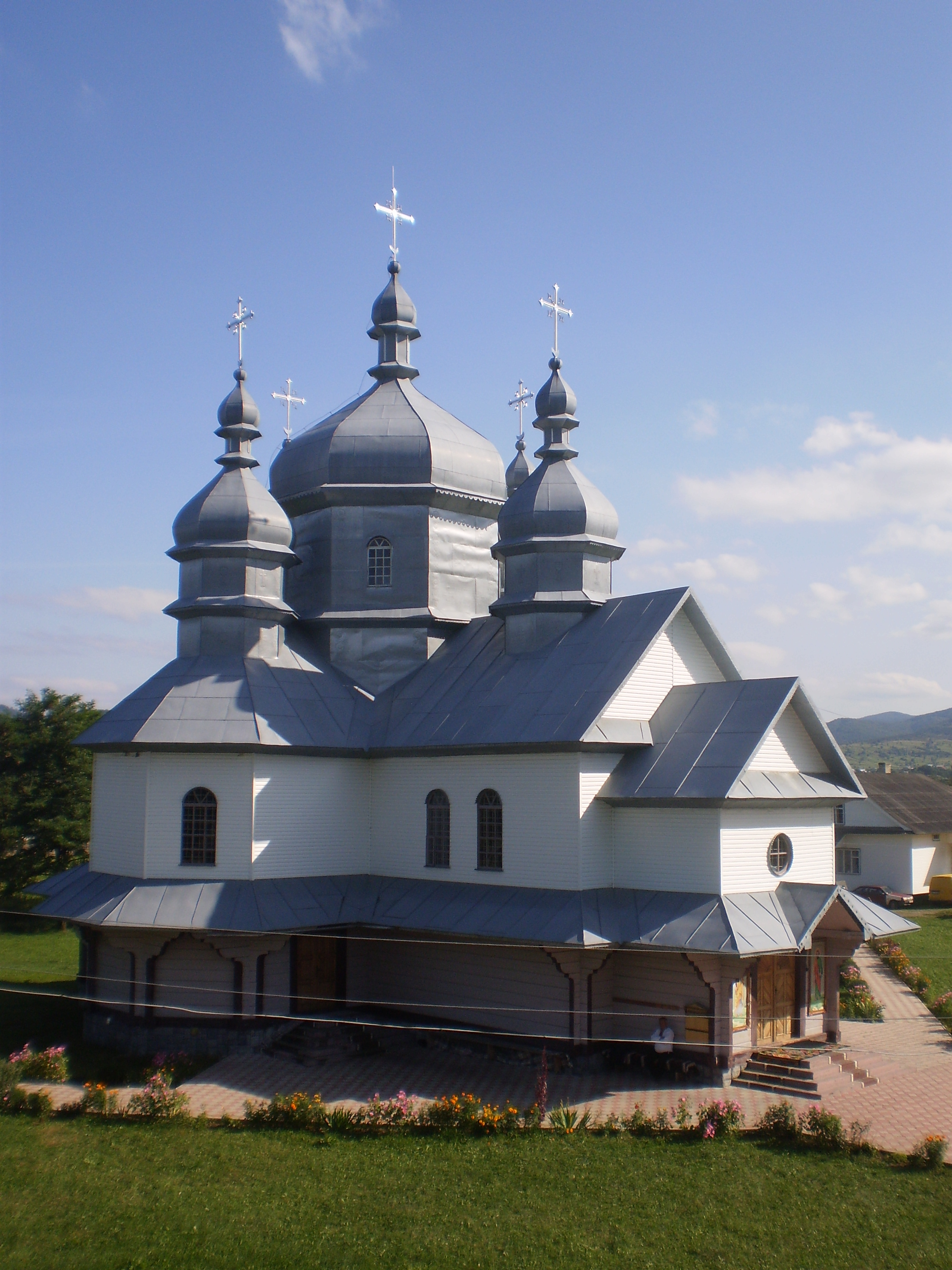
Храм Преображення Господнього у с. Закерничному

Після здобуття Україною незалежності УГКЦ почала відновлювати свою структуру, приміщення захоплених Російською православною церквою храмів повертались до греко-католицьких громад. У закерничанців нарешті з‘явилась можливість втілити намір побудувати власну церкву. 14 січня 1990 року на засіданні сільського громадського комітету було прийнято рішення побудувати церкву. Відбулось це завдяки ініціативі Романа Халусяка, який зібрав необхідну документацію. Проект храму на благодійній основі створено архітектором Миколою Грицківим. Будівництво відбувалось на пожертви зібрані небайдужими людьми з інших сіл району та різних організацій, а також на власні кошти закерничанців. Невдовзі, 6 грудня 1992 року, відбулось освячення храму Преображення Господнього. Чин свячення звершив правлячий архієрей Владика Павло Василик.
З будівництвом та висвяченням довгоочікуваного храму, при ньому почало розвиватись і насичене парафіяльне життя. 1992 року Павліна Рожко та Олена Кулик заснували у Закерничному церковний хор. З допомогою вчителя музики Закерничанської ЗОШ, Надії Пеллі, хор розучував літургію та церковні пісні. Нині керівником є Віра Володимирівна Семкович, а диригентом — Ольга Люльчак.
Навесні 2001 року на парафію прийшов бр. Іван Жук (у Закерничному до 2004 р., зараз — отець-сотрудник Катедрального собору Святого Воскресіння в м. Івано-Франківську), що 11 жовтня 2001 року став дияконом і провів своє перше богослужіння у Закерничанському храмі, а 2003 року отримав священичі свячення. Окрім нічних чувань та реколекцій, брат Іван організовував концерти до храмових свят, створив ансамбль «Сузір'я» та значною мірою вдосконалив виконання церковних наспівів хору при храмі.
Закерничанці Василь Горблянський та Роман Халус стали священиками. Також відомий настоятель Святопокровського монастиря о. Іван-Василь Коваль (17 липня 1954, смт Перегінське) завдяки екзорцизму, яке він здійснює з допомогою копія.

### Гора Чуриків

Свято-Покровський монастир, каплиця Воздвиження Чесного Хреста та храм Всіх святих українського народу на г. Чуриків

Християнство прийшло на землі сучасного Закерничного у чернечому вигляді ще за багато років до описуваних подій і утворення самого села. Перша згадка про гору Чуриків — найближчу до села — та монастир на ній датується ще 1650-им роком. У літературному збірнику, виданому у Львові культурно-освітнім товариством Галицько-Руською Матицею, процитовано уривок з рукопису ієромонаха Стрілецького: «Въ томъ году икона живописана на деревѣ съ надписью: Нерукотворенный образъ Господа нашего Іисуса Христа. Обрѣтается въ церквѣ села Сливки деканата Перегинского съ надписью: Року 1650 3. Новембрія. Леонтій Рожицкій іеромонахъ маляръ. Село Сливки стояло прежде на лѣвом берегу рѣки Ломницы. И жители его посѣщали монастырскую церковь стоящую на горѣ Чурика (Кирика) близь Перегинска». Хоч і лише одним реченням, але згадується Чуриків і у VII томі енциклопедії-довідника «Географічного словника Королівства Польського та інших словʼянських теренів», виданого 1886 року у Варшаві: «Ks Petruszewicz dodaje że był jeszcze trzeci monaster na górze Czuryk al. Kiriak», що засвідчує цей факт.
Протягом свого існування монастир неодноразово потерпав від монголо-татарської навали, а 1676 року був знищений дотла. Згідно з переказами, всіх монахів було спалено живцем. Вже 1690 року монастир було відновлено, а 1700-го — монахи прийняли унію. 1746 року обитель було приєднано до Крилоського монастиря. Первісна назва гори — Киріяк — грецького походження. Ймовірно, назва змінилась після нападів татар, тому маємо підстави припускати, що слово «чуриків» — тюркського походження. У 1990-их місця та памʼятки з таким історичним минулим почали привертати особливу увагу.
1994 року Владика Софрон Дмитерко дав дозвіл на відродження монастиря, і місцевий парох о. Іван-Василь Коваль почав збирати кошти та будматеріали. Спочатку закерничанці спільними зусиллями в рекордний термін власноруч проклали Хресну дорогу на гору, висвятивши її 20 березня 1994 року. Селяни вирівняли стежку, встановили хрести з модрини, пізніше замінені на бетонні, а Семен Семко вимурував стацію Гробу Господнього. Згодом, 1995 року, з ініціативи Леона Федури, на цій же горі закерничанці збудували й невеличку церкву-каплицю Воздвиження Чесного Хреста Господнього. 14 жовтня 2000 року було висвячено наріжний камінь під будівництво нового монастиря на місці зруйнованого колись. На вершину гори було прокладено дорогу та проведено електропостачання. Будівництво монастиря Покрови Пресвятої Богородиці відбувалось винятково на пожертви і завершилось 2014 року. До монастиря було передано особисті речі о. Леона Куленія — священика з Перегінського, який у першій половині XX ст. зазнав політичних репресій. Крім того, 2009 року було висвячено наріжний камінь під будівництво другої церкви поруч з монастирем за аналогічним проектом основного храму Преображення Господнього — храм Всіх святих українського народу. 27 вересня 2014 року в ньому відбулось перше богослужіння. 27 вересня 2022 року Архієпископ і Митрополит Івано-Франківський Владика Володимир Війтишин освятив новозведений храм Покрови Пресвятої Богородиці та Всіх Святих Українського народу.

## Сучасне життя села та актуальні проблеми
Село протягом останніх років стрімко розширюється та розвивається. Продовжується газифікація, споруджуються нові магазини та заклади. У перспективі передбачається розвиток лісозаготівельної промисловості та комерційної діяльності.
Закерничанська молодь, зокрема юнаки, проявляють себе у спорті. Футбольний клуб «Закерничне», заснований 2010 року о. Романом Петруняком, став переможцем другої ліги чемпіонату Рожнятівського району, а з 2016 року об‘єднався з Перегінською командою і переіменувався у ФК «Закерничне-Ялинка».
Та все ж і сьогодні найгострішими для сучасного села є проблеми транспортного сполучення і якості доріг у всьому Рожнятівському районі, а також відсутності заасфальтованої дороги у самому селі. Вирішенням питання може бути обмеження проїзду селом великогабаритного транспорту — лісовозів або відновлення вузькоколійки. Важливим є і будівництво моста через р. Лімницю до с. Сливок та організація власної сільської ради. Завдяки зусиллям підприємця Петра Гриціва і селян 20 листопада 2014 року між м. Івано-Франківськом і с. Закерничним уперше за час існування села прямим маршрутом почав курсувати автобус. Проте питання безпеки доріг на шляху від обласного центру до села, на жаль, залишилось актуальним. Іншою проблемою, характерною для всієї України є брак робочих місць, і, як наслідок, масштабна еміграція. Вихідці із Закерничного проживають у різних куточках нашої країни (Одеса, Львів, Донецьк, Київ, Вінниця, Тернопіль, Кривий Ріг, Миколаїв) та світу (Чехія, Росія, Молдова, Білорусь, Італія, Естонія). Цю проблему значною мірою вирішують місцеві підприємці. Під загрозою і екологічні безпека селян. Зі збільшенням втручання людини в природні русла рік повені почастішали. Повінь 2008 року для Івано-Франківської області завдала найбільших збитків за останні десятиліття. Географічне розташування села навчило закерничанців як горян співжити з місцевим норовом природи і справлятись з наслідками стихійних лих. Однак, населення Рожнятівського району саме ж собі завдає шкоди, не дбаючи про стан навколишнього середовища. Всім відомо, що масова несанкціонована вирубка лісу є однією з найвагоміших причин повеней на пригірських територіях. Більше того, річка Лімниця з водоохоронною смугою вздовж берегів завширшки 100 м — ландшафтний заказник місцевого значення в Україні, створений 1979 року з метою збереження природного комплексу як цінного джерела чистої води, сприятливої для існування промислових видів риби. Та жителі прилеглих сіл не зважають на екологічне законодавство і руйнують берегову смугу річки несанкціонованим видобутком піщано-гравійної суміші (шутру). Крім того, вже протягом кількох десятиліть на відстані кількох метрів від річки у смт. Перегінському функціонує районний ринок з масштабними побутовими відходами.
Та попри складну економічну ситуацію в Україні та інші перешкоди, село розбудовується в швидкому темпі. В час, коли інші села вимирають, межі Закерничного розширюються, а на околицях щоразу можна побачити нові будинки молодих сімей. Згідно з даними Перегінської селищної ради, лише за останні шість років кількість населення Закерничного зросла на 144 особи. Це ще раз доводить: село живе.
У Закерничному 12 жінок отримали звання «мати-героїня».
Закерничанці-учасники АТО на сході України:
- Гадзецький Богдан Васильович;
- Шляхтич Василь Семенович.

9 вересня 2018 року відбулась презентація першої книги про село авторства Уляни Чабан «Закерничне. Контури історії».

## Світлини

Свято-Покровський монастир
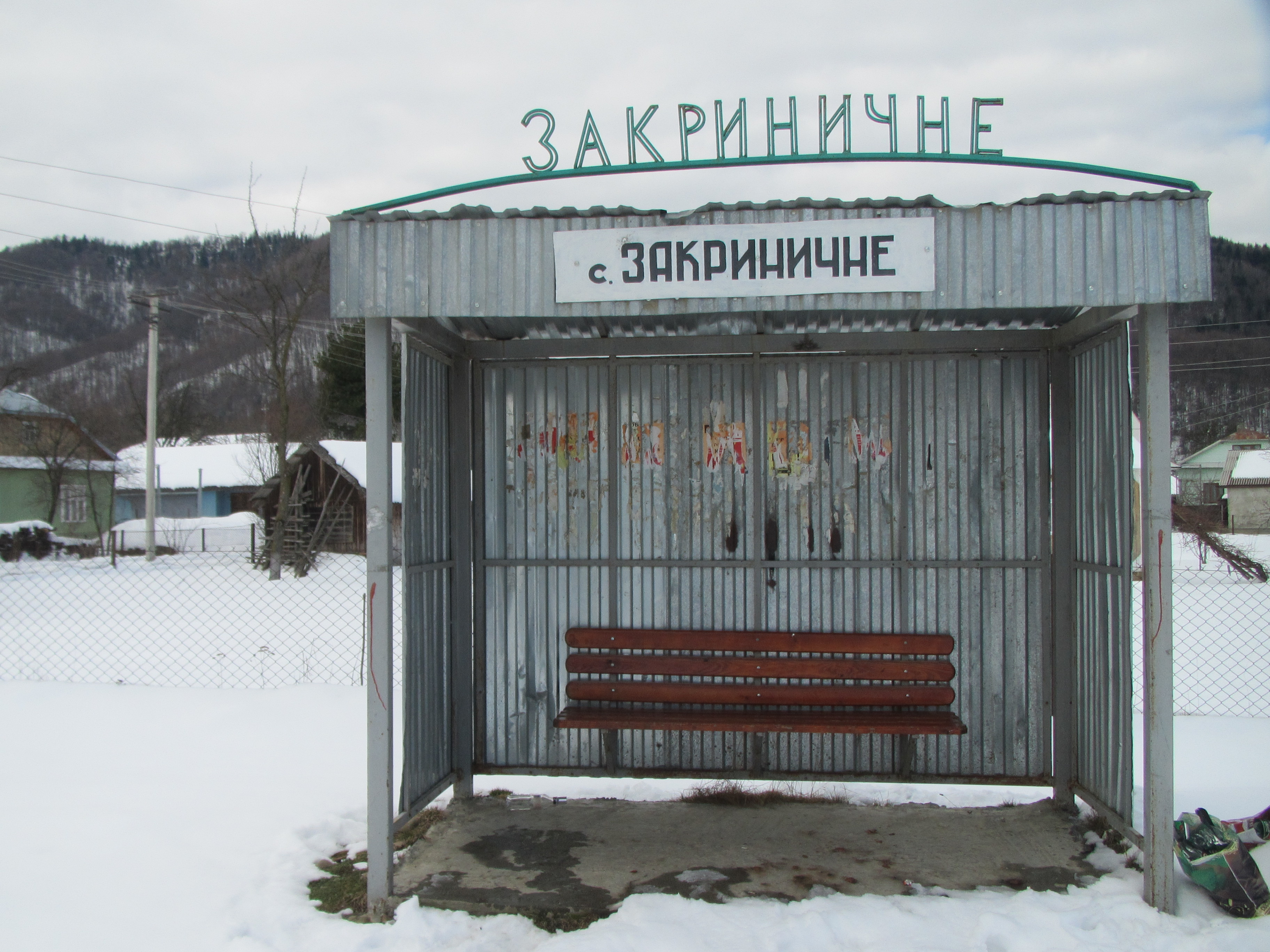
Автобусна зупинка
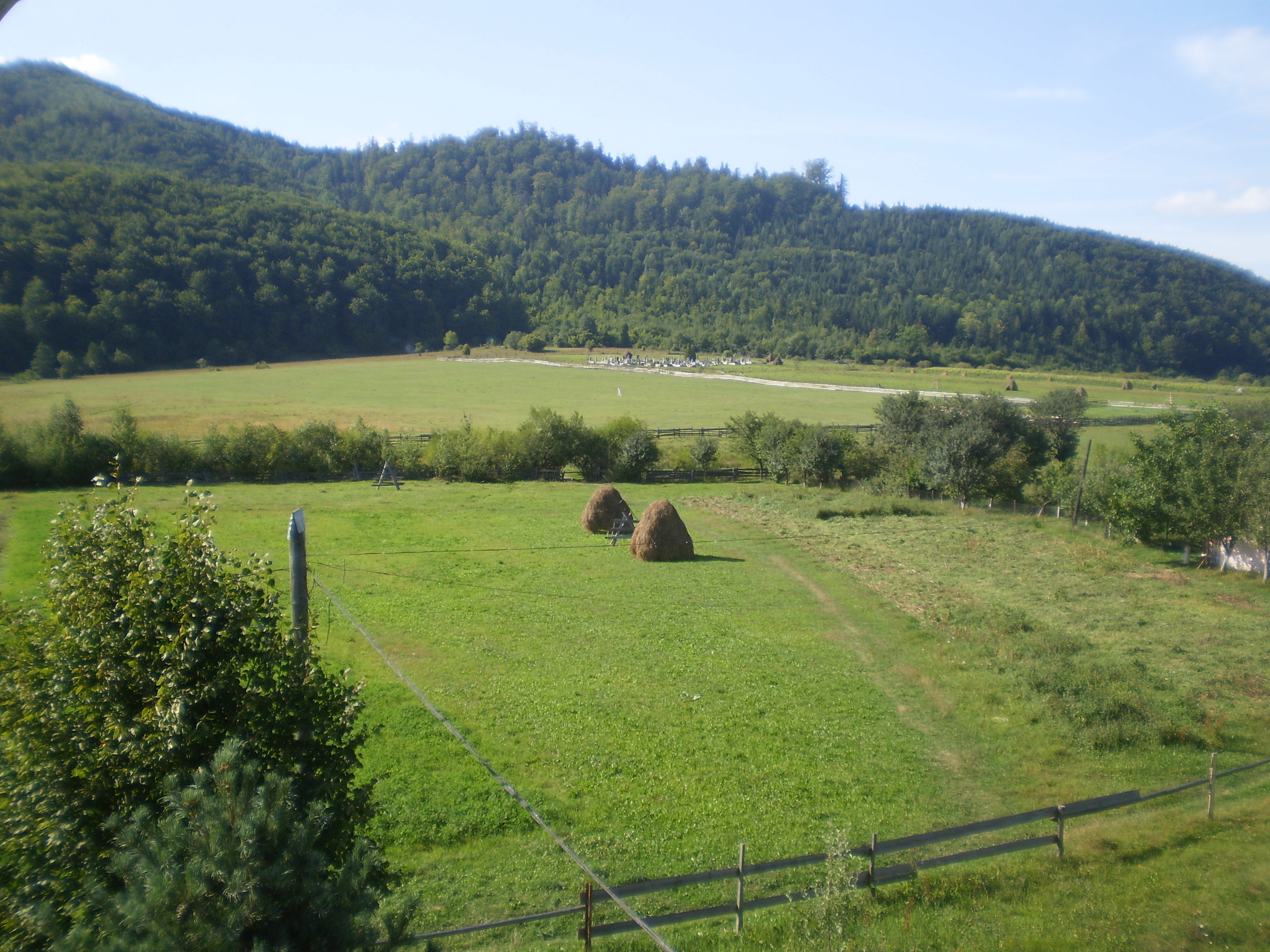
Гори на околиці села
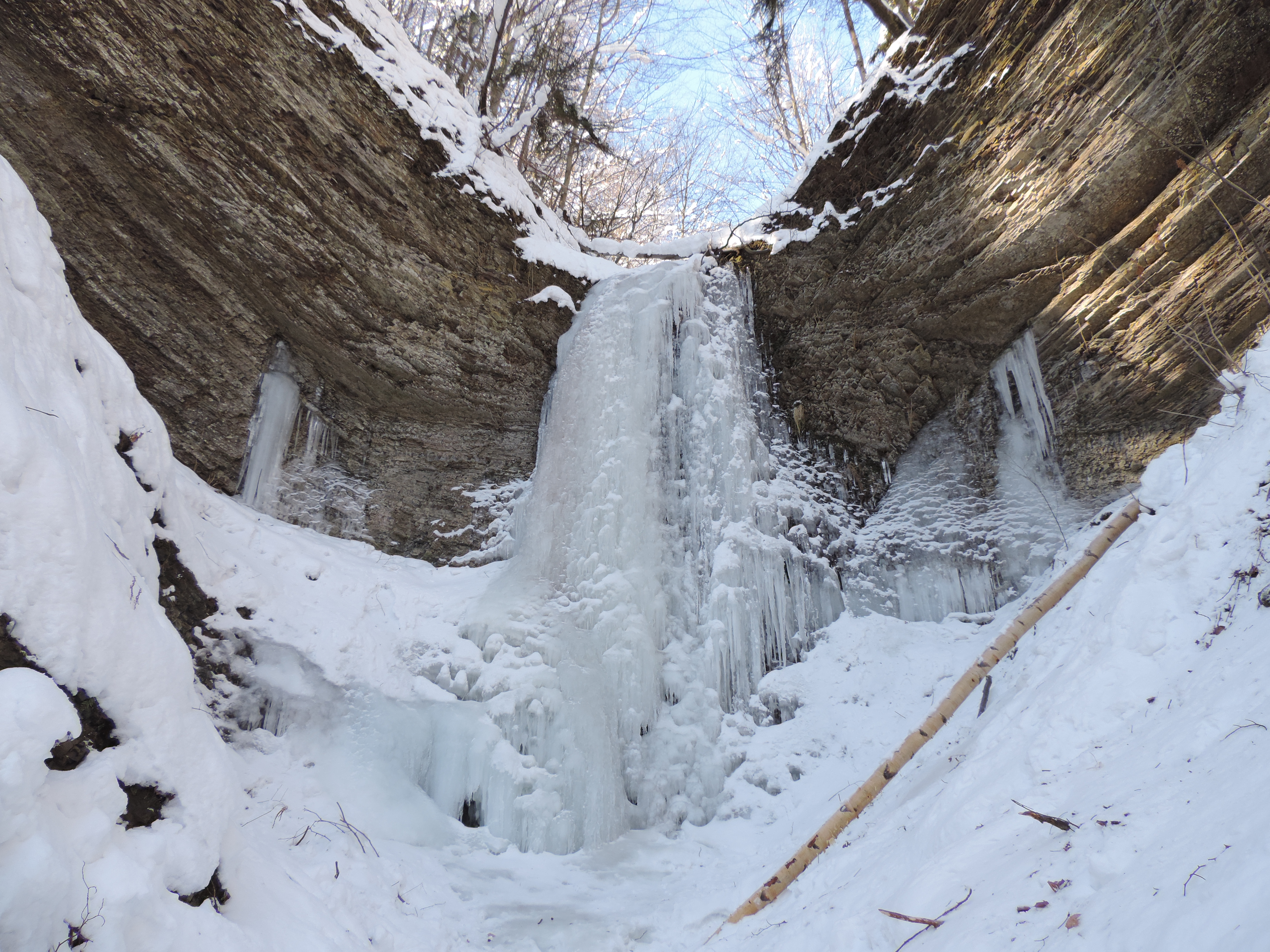
Водоспад Скрунтар
Капличка
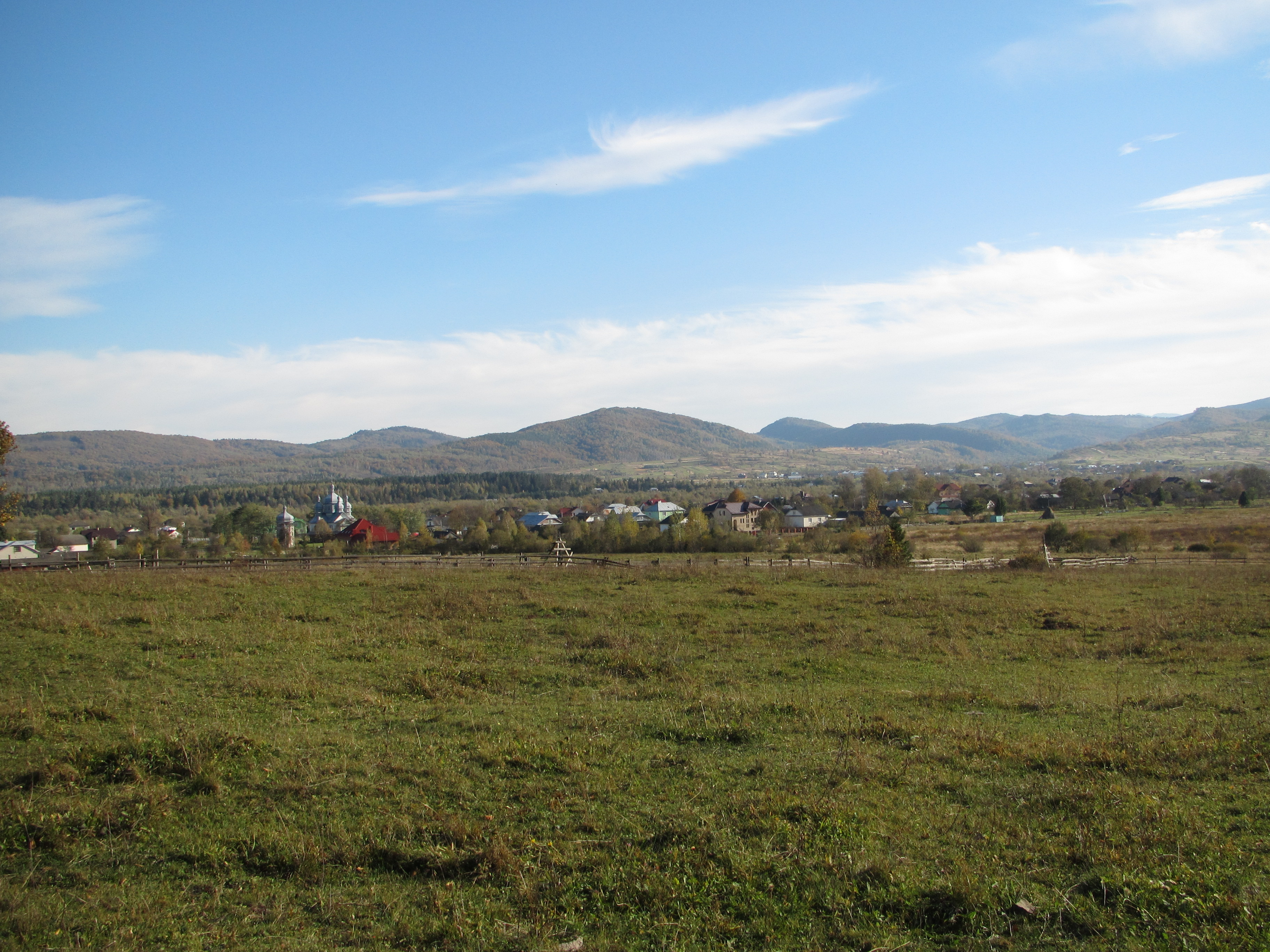
Панорама села